# Кралски водни змии
Кралските водни змии (Regina) са род влечуги от семейство Смокообразни (Colubridae).
Таксонът е описан за пръв път от американския естественик Спенсър Фулъртън Бърд през 1853 година.

## Видове
- Regina grahamii
- Regina septemvittata – Кралска змия